# Птичник (Еврейская автономная область)
Пти́чник (идиш אויפעס-שטאל‎ `Ойфес-Шталь, буквально «птичий двор») — село в Биробиджанском районе Еврейской автономной области, административный центр Птичнинского сельского поселения.

## География
Село Птичник стоит вблизи левого берега реки Биры.
Село Птичник — спутник города Биробиджана, примыкает к областному центру с юго-востока.
Дорога к селу Птичник является продолжением улицы Советской (ул. Шолом-Алейхема (центральная улица Биробиджана) → ул. Комсомольская → ул. Советская).
На юг от села Птичник идёт дорога к селу Валдгейму и далее до села Русская Поляна.

## Население
| 1992 | 2002  | 2010  | 2021  |
| ---- | ----- | ----- | ----- |
| 2400 | ↗2969 | ↗3194 | ↘3055 |

## Инфраструктура
- На юге с. Птичник стоит элеватор высотой 50 метров
- Сельскохозяйственные предприятия Биробиджанского района.
- Школа с. Птичник, в которой обучается 510 человек и работает около 35 учителей.

## Транспорт
На Птичнике действует конечная автобусная станция «Мирная», на которой останавливаются маршрутные автобусы №№ 11А, 11Б, 16, 18, 18Б, 23, 23Б, 26. Средний интервал между маршрутами — 3-10 минут.